# Cveto Pavčič
Cveto Pavčič (* 15. April 1933 in Dolenja Vas) ist ein ehemaliger jugoslawischer Skilangläufer und Handballer.
Pavčič trat als Skilangläufer international erstmals bei den Olympischen Winterspielen 1956 in Cortina d’Ampezzo in Erscheinung. Dort belegte er den 47. Platz über 15 km und den 13. Rang zusammen mit Zdravko Hlebanja, Matevž Kordež und seinen Bruder Janez Pavčič in der Staffel. Vier Jahre später gewann er bei der Winter-Universiade in Chamonix die Bronzemedaille über 12 km. Bei den Weltmeisterschaften 1962 in Zakopane lief er auf den 51. Platz über 30 km, auf den 50. Rang über 15 km und auf den 17. Platz mit der Staffel. Zwei Jahre später kam er bei den Olympischen Winterspielen in Innsbruck auf den 50. Platz über 15 km, auf den 44. Rang über 30 km und zusammen mit Roman Seljak, Mirko Bavče und Janko Kobentar auf den 12. Platz in der Staffel. Seine letzten internationalen Rennen absolvierte er bei den Weltmeisterschaften 1966 in Oslo. Dort belegte er den 44. Platz über 15 km, den 38. Rang über 30 km und den 12. Platz mit der Staffel. Außerdem war als Handballer von 1951 bis 1964 beim RK Olimpija aktiv und wurde als Trainer mehrfacher slowenischer Meister.